# Předín
Předín är en ort i Tjeckien.   Den ligger i regionen Vysočina, i den centrala delen av landet, 130 km sydost om huvudstaden Prag. Předín ligger 619 meter över havet och antalet invånare är 715.
Terrängen runt Předín är platt västerut, men österut är den kuperad. Terrängen runt Předín sluttar österut.Runt Předín är det ganska glesbefolkat, med 43 invånare per kvadratkilometer. Närmaste större samhälle är Třebíč, 15,2 km öster om Předín. I omgivningarna runt Předín växer i huvudsak blandskog.